# 류드밀라 포스트노바
류드밀라 그리고리예브나 포스트노바(러시아어: Людми́ла Григо́рьевна Постно́ва, 1984년 8월 11일~)는 러시아의 은퇴한 핸드볼 선수로 포지션은 레프트백이다. 러시아 여자 핸드볼 국가대표팀의 일원으로 국제 대회에 참가했으며 2008년 하계 올림픽에서 은메달을 획득했고 세계 선수권 대회 3회 우승을 달성했다. 또한 러시아 대표팀 선수로서 국제 경기 212경기 출전하여 722골을 넣었으며 이는 러시아 여자 대표팀 최다 출전, 최다 득점 기록이다.